# A tu lado
A tu lado va ser un talk show de televisió emès per la cadena espanyola Telecinco, entre l'11 de febrer de 2002 i el 6 de juliol de 2007.
S'emetia de dilluns a divendres a la tarda. Va començar com un talk-show per competir amb Sabor a ti d'Ana Rosa Quintana, emès a Antena 3, però es va centrar en tractar temes del cor després de l'auge de Gran Hermano. El format era presentat per Emma García i els seus col·laboradors més destacats van ser "Felisuco", Aída Nízar, Lydia Lozano, Kiko Matamoros, Kiko Hernández, Ania Iglesias, Raquel Bollo, Antonio David Flores, Mila Ximénez, Karmele Marchante, o Carmina Ordóñez, (aquesta última fins al 22 de juliol de 2004 en morir l'endemà), entre d'altres.
El programa va finalitzar el 6 de juliol de 2007, després de més de 5 anys en antena i amb bons resultats d'audiència. La decisió va ser presa pel fet que es volia renovar les tardes de Telecinco.

## Equip tècnic
- Producció: Martingala i Atlas.
- Direcció i coordinació:

### Presentadors
|               | Informació                           | Duració     |
| ------------- | ------------------------------------ | ----------- |
| Emma García   | Presentadora de televisió            | (2002-2007) |
| Félix Álvarez | Humorista i presentador de televisió | (2002-2007) |

### Col·laboradors
|                      | Notes                                                      | Durada        |
| -------------------- | ---------------------------------------------------------- | ------------- |
| Carmina Ordóñez      | Exdona de Paquirri                                         | (2003 - 2004) |
| Mayte Zaldívar       | Exdona de Julián Muñoz                                     | (2004 - 2006) |
| Raquel Bollo         | Exdona de Chiquetete                                       | (2002 - 2007) |
| Antonio David Flores | Exmarit de Rocío Carrasco                                  | (2004 - 2007) |
| Mila Ximénez         | Exdona de Manolo Santana                                   | (2002 - 2007) |
| Kiko Matamoros       | Tertulià, representant de famosos i excunyat de Mar Flores | (2002 - 2007) |
| Kiko Hernández       | Ex-concursant de GH 3 i tertulià                           | (2002 - 2007) |
| Aída Nízar           | Ex-concursant de GH 5                                      | (2005 - 2007) |
| Ania Iglesias        | Ex-concursant de GH 1                                      | (2003 - 2005) |
| Karmele Marchante    | Periodista del cor                                         | (2002 - 2007) |
| Txumari Alfaro       | Presentador de televisió i expert en medicina natural      | (2005)        |
| Lydia Lozano         | Periodista del cor                                         | (2002 - 2007) |

## Premis i nominacions

### TP d'Or
| Any  | Categoria                  | Resultat   |
| ---- | -------------------------- | ---------- |
| 2004 | Presentadora (Emma García) | Nominada   |
| 2004 | Millor magazín             | Guanyador  |
| 2003 | Presentadora (Emma García) | Guanyadora |
| 2003 | Millor magazín             | Guanyador  |
| 2002 | Presentadora (Emma García) | Guanyadora |
| 2002 | Millor magazín             | Guanyador  |